# Saudi Central Bank
Die Saudi Central Bank vormals Saudi Arabian Monetary Authority (SAMA; arabisch مؤسسة النقد العربي السعودي, DMG Muʾassasat an-naqd al-ʿarabī as-saʿūdī ‚Saudi-arabische Geldbehörde‘) wurde 1952 gegründet und ist die Zentralbank des Königreich Saudi-Arabien. Sie war früher als Saudi Arabian Monetary Agency bekannt.

## Geschichte
Vor der Errichtung der Saudi Arabian Monetary Authority fungierte die Saudi Hollandi Bank, eine Filiale der Niederländischen Handelsgesellschaft, ab 1926 als De-facto-Zentralbank. Sie behielt die Goldreserven des Königreichs und erhielt Öleinnahmen im Namen der saudi-arabischen Regierung. 1928 half es beim Aufbau einer neuen saudischen Silbermünze im Auftrag von König Abd al-Aziz ibn Saud, der ersten unabhängigen Währung des Königreichs. Die Saudi Hollandia Bank übertrug ihre Verantwortung bei ihrer Gründung im Jahr 1952 an die SAMA und wurde zum Vorbild für andere ausländische Banken im Königreich. Die moderne Behörde arbeitet mit einer von der irischen Beratungsfirma Vizor entwickelten Regulierungsinfrastruktur.

## Funktion
SAMA ist die Zentralbank von Saudi-Arabien. Zu den Aufgaben der SAMA gehören die Ausgabe der Landeswährung Saudi-Riyal, die Überwachung von Geschäftsbanken, die Verwaltung von Devisenreserven, die Förderung der Preis- und Wechselkursstabilität sowie die Gewährleistung des Wachstums und der Solidität des Finanzsystems.

## Aufbau
Ein Board of Directors überwacht die Geschäftstätigkeit von SAMA. Dies sind der Gouverneur, der Vize-Gouverneur und drei weitere ernannte Mitglieder aus dem privaten Sektor. Die Amtszeit beträgt 4 Jahre für den Gouverneur und den Vize-Gouverneur, verlängerbar durch königlichen Erlass, und 5 Jahre für die anderen Mitglieder, ebenfalls verlängerbar durch königlichen Erlass. Vorstandsmitglieder können nur durch königlichen Erlass abberufen werden.
Die SAMA-Geschäftsleitung setzt sich aus dem Gouverneur, dem Vize-Gouverneur und fünf stellvertretenden Gouverneuren zusammen.

## SAMA Foreign Holdings
Die Saudi Arabian Monetary Authority fungiert nicht nur als Zentralbank von Saudi-Arabien, sondern kontrolliert auch SAMA Foreign Holdings, einen Staatsfonds von Saudi-Arabien. Der Fonds ist mit einem Vermögen von über 490 Mrd. USD im Jahr 2018 einer der größten Staatsfonds der Welt.